# Club Deportivo Elemental Sinfín Balonmano/Statistik
Dies ist ein Unterartikel zu Club Deportivo Elemental Sinfín Balonmano und enthält Statistiken und Kader zu diesem spanischen Handballverein.

## Spielzeiten

### 2025/2026
Die Saison 2025/2026 der 2. Liga beginnt im Sommer 2025.
Team:
- Tor: Pol Quiroga Duran, Víctor Doval Vázquez
- Außen: …
- Rückraum: Federico Saud Sulak, Gustavo Alonso Gómez, …
- Kreis: …
- Trainer:
- Zugänge: Pol Quiroga Duran (FC Barcelona), Federico Saud Sulak (Club Atlético Lanús), …
- Abgänge: Stjepan Jozinović, …

### 2024/2025
In der Saison 2024/2025 der 2. Liga kam Sinfín auf den 4. Platz nach der ersten Phase (40 Punkte aus 19 Siegen und zwei Unentschieden bei neun Niederlagen, 916:868 Tore). Blendio Sinfín scheiterte nach der 1. Phase der Liga in der Aufstiegsrunde an UBU San Pablo Burgos.
Das Team schied in der zweiten Runde der Copa del Rey gegen Los Dólmenes Antequera aus. Der Verein kündigte den Rückzug von diesem Wettbewerb für die Saison 2025/2026 an.
Team:
- Tor: César Augusto Oliveira de Almeida, Víctor Doval Vázquez
- Außen: Jaime Arnau Rodríguez, Luís Pla Castellanos, Marcos Aguilella Fabregat, Aarón Pardo Castro
- Rückraum: Marc López Lozano, Marcos Dominguez Sanz, Luis Gustavo Garcia, Stjepan Jozinović, Matías Salvador Payá Matus, Mikel Blanco Bilbatua, Gustavo Alonso Gómez
- Kreis: Javier Valverde Bourdie, Ángel Basualdo Díez, José Manuel Herrero Lon, Cristobal Oyarzún
- Trainer: Rubén Garabaya
- Zugänge: César Augusto Oliveira de Almeida (Nancy HB), Cristobal Oyarzún (BM Santoña)
- Abgänge: Mikel Galan Arana (Hondarribia Bidasoa), Matic Gerčar (?), Alexander Tioumentsev (?), Lukas Böhm (?), José Luciano Costa da Silva (?), Diego Monzón Alconchel (?), Diego Muñiz González (Karriereende), Israel Marín Castro (?), Jacob Díaz (Dólmenes Antequera)[2]

### 2023/2024
In der Saison 2023/2024 der 1. Liga belegte der Verein den 15. Platz (8 Punkte, 810:994 Tore; zwei Siege, vier Unentschieden und 24 Niederlagen). Am 25. Spieltag stand Blendio Sinfín als Absteiger fest. Die Heimspiele des Vereins in der Liga wurden von durchschnittlich 1.093 Zuschauern besucht.
Das Team schied in der Copa del Rey in der ersten Runde im Oktober 2023 nach einem 26:31 beim Zweitligisten ID Energy Caserío de Ciudad Real aus.
Team:
- Tor: Ernesto Sánchez Diaz (15 Spiele, 108 Paraden),[5] Israel Marín Castro (28 Spiele, 108 Paraden)[6], Matic Gerčar (15 Spiele, 92 Paraden)[7]
- Außen: Diego Monzón Alconchel (29 Spiele, 63 Tore)[8], Marcos Aguilella Fabregat (30 Spiele, 84 Tore)[9], Luís Pla Castellanos (17 Spiele, 29 Tore)[10]
- Rückraum: Joao Guilherme Perbelini (14 Spiele, 64 Tore)[11], Marc López Lozano (29 Spiele, 105 Tore)[12], Gustavo Alonso Gomez (23 Spiele, 17 Tore)[13], Marcos Dominguez Sanz (30 Spiele, 39 Tore)[14], Marcos Moreno Ruiz (16 Spiele, kein Tor)[15], Alexander Tioumentsev (19 Spiele, 104 Tore)[16], Stjepan Jozinović (4 Spiele, 14 Tore)[17], Lukas Böhm (24 Spiele, 57 Tore)[18], Jacob Díaz Aja (26 Spiele, 47 Tore)[19], Jose Luciano Silva (13 Spiele, 40 Tore)[20], Mikel Galán Arana (8 Spiele, 5 Tore)[21]
- Kreis: Ángel Basualdo Díez (30 Spiele, 16 Tore)[22], José Manuel Herrero Lon (30 Spiele, 31 Tore)[23], Jon Tricas López (13 Spiele, 2 Tore)[24], Omar Sherif Abdelazis (23 Spiele, 64 Tore)[25], Diego Muñiz (12 Spiele, ein Tor)[26]
- Trainer:
- Zugänge: Marc López (FC Barcelona B),[27] Jon Tricas (FC Barcelona B),[28] Omar Sherif Abdelazis (al Ahly, Leihe),[29] Alexander Tioumentsev (al-Wahda),[30] Lukas Böhm (Wölfe Würzburg)[31], Diego Muñiz (Rückkehr vom Karriereende, Januar 2024),[32] Jose Luciano Silva (Al-Hada Club, Januar 2024), Matic Gerčar (HSG Dilltal; Januar 2024)[33], Mikel Galán Arana (ab März 2024, Hondarribia Bidasoa)
- Abgänge: Mohamed Aly (BM Logroño La Rioja),[34] Leo Alonso (TM Benidorm), Óscar García (Bada Huesca), Eugen Josip Zaja (Logroño La Rioja), Nicolas Zungri (Raimond Handball Sassari), Alberto Pla (Karriereende), Diego Muñiz (Karriereende), Nicolás Bono (JS Cherbourg Manche),[35] Ernesto Sánchez Diaz (Januar 2024), Joao Guilherme Perbelini (Januar 2024, Saudi-Arabien) || Rubén Garabaya[36]

### 2022/2023
Die Spielzeit 2022/2023 in der Liga Asobal beendete das Team auf dem 12. Platz mit 22 Punkten aus neun Siegen und vier Unentschieden, bei 17 Niederlagen. Das Torverhältnis betrug 832:918. Die Heimspiele in der Liga Asobal wurden von insgesamt 15.118 Zuschauern besucht, das war eine Abnahme von sieben Prozent. (Durchschnitt: 1.008).
Team:
- Tor: Ernesto Sánchez (30 Spiele, 132 Paraden),[5] Mohamed Aly (26 Spiele, 249 Paraden, 2 Tore)[38], Israel Marín (6 Spiele, 8 Paraden)[6]
- Außen:  Alberto Pla, Diego Monzón (30 Spiele, 73 Tore)[8], Marcos Aguilella (30 Spiele, 107 Tore)[9], Luis Pla
- Rückraum:  Leo Alonso (29 Spiele, 88 Tore)[39], Joao Guilherme Perbelini (30 Spiele, 94 Tore)[11], Gustavo Alonso (24 Spiele, 27 Tore)[13], Nicolás Bono (28 Spiele, 136 Tore),[40] Marcos Dominguez (30 Spiele, 12 Tore)[14], Óscar García (25 Spiele, 50 Tore)[41], Stjepan Jozinović (7 Spiele, 20 Tore)[17], Eugen Josip Zaja, Nicolas Zungri, Sergio Rubio, Jacob Díaz Aja (30 Spiele, 8 Tore)[19], Léo Renaud-David
- Kreis: Diego Muñiz (4 Spiele, ein Tor)[26], Angel Basualdo (29 Spiele, 26 Tore)[22], Jose Manuel Herrero Lon (30 Spiele, 73 Tore)[23], Omar Sherif (7 Spiele, 11 Tore)[25], Pablo Rama[42]
- Trainer: Rubén Garabaya
- Zugänge: Mohamed Aly (Angers SCO hand), Nicolás Bono (BM Zamora), Stjepan Jozinović (Januar 2023, Ademar León), Eugen Josip Zaja (April 2023, Anorthosis Famagusta Handball), Marcos Aguilella (Ikasa BM Madrid), Luis Pla (BM Santoña), Omar Sherif (März 2023, al Ahly SC), Léo Renaud-David (Dezember 2022)
- Abgänge: Léo Renaud-David (Januar 2023, Hordur)